# شهرستان سحار
سحار (به عربی: سحار) یکی از شهرهای استان صنعا در کشور یمن است که در سرشماری سال ۲۰۰۵ میلادی، ۶۰٫۴۸۷ نفر جمعیت داشته‌است.